# Azego
Azego, besser bekannt gewesen als ACG Advanced Component Group (kurz ACG), war ein deutscher Komponenten- und Technologielieferant in den Märkten für Smart Cards, RFID und Halbleiter. Das Unternehmen beschäftigte 2002 um die 600 Mitarbeiter und war an 36 Standorten in 19 Ländern vertreten. Die Gesellschaft war ab 1999 am Neuen Markt (NEMAX 50) gelistet und 2004 im geregelten Markt in Frankfurt (Prime Standard) sowie im Freiverkehr an den Börsen Berlin-Bremen, Düsseldorf, Hamburg, Hannover, München und Stuttgart notiert. Sie ging Anfang 2008 in die Insolvenz.

## Geschichte

### Ursprung und Start
Seine Wurzeln hat das Unternehmen in der Sabeco GmbH, einer Gesellschaft die Lösungen für intelligente Kartensysteme entwickelte. Sie wurde 1991 von Cornelius Boersch während des Studiums der Betriebswirtschaftslehre gegründet und erweiterte sich kurz darauf um Boerschs Studienkollegen Friedrich von Diest. Aus Sabeco entwickelte sich im November 1995 die ACG Advanced Component Group.
Für die erste Finanzierung gingen die beiden an ihr Erspartes, überzogen ihre Konten und sammelten Geld bei Verwandten ein. Ihren Business Angel Theodor Prümm fanden sie durch eine Anzeige in der FAZ, mit der sie einen „aktiven und vermögenden Privatinvestor mit mindestens 1,5 Millionen Mark Kapital“ suchten. Als die Mittel aus dieser Anschubfinanzierung und aus dem Cashflow nicht mehr ausreichten, holten sie im Sommer 1998 die Venture-Capital-Gesellschaften 3i und Wellington Partners an Bord, die 20 bzw. 8 Prozent der Anteile erhielten. Anfang 1999 wurde die Entscheidung zum Börsengang getroffen. Dafür wurde Credit Suisse First Boston als Konsortialführer ausgesucht.

### Börsengang und Wachstum
An ihrem ersten Börsentag, dem 1. Juli 1999, notierte die Aktie bei 65 Euro. Der Emissionspreis lag bei 46 Euro. Eigenen Angaben zufolge war der IPO „eine der erfolgreichsten Emissionen des Jahres“ und das Unternehmen Ende 1999 auf Basis der Marktkapitalisierung ein Kandidat für die Aufnahme in den Index NEMAX 50 im März 2000. In derselben Ad-hoc-Meldung veröffentlichte ACG zuvor den Erwerb von 51 % der Geschäftsanteile an der AEG Identifikationssysteme GmbH, Ulm. Vorherige M&A-Aktivitäten waren die Übernahmen von w.w. Chip und Semi-consult und die Beteiligung an drei Internetfirmen.
Im Geschäftsjahr 1999 lag der Umsatz bei über 202 Mio. DM, was ein Wachstum gegenüber dem Vorjahr ungefähr um den Faktor 8 ist (1998: 25 Mio. DM). Im Mai 2000 beteiligte sich ACG mit 56 Prozent an Bluefish Technologies aus Paderborn, einem auf den Markt für GSM spezialisierten Unternehmen. Der Umsatz erhöhte sich durch organisches und anorganisches Wachstum von 103,4 Mio. Euro im Jahr 1999 um 251 Prozent auf 362,8 Mio. Euro im Jahr 2000. Dazu trug das Geschäftsfeld „Smart Card“ 77,7 Mio. Euro (1999: 34,6 Mio. Euro) bei und das Geschäftsfeld „Chipbrokerage“ 285 Mio. Euro (1999: 68,8 Mio. Euro). Die Zahl der Mitarbeiter erhöhte sich binnen Jahresfrist von 169 auf 462.
Das Platzen der Dotcom-Blase im März 2001 machte sich noch nicht signifikant im Gesamtumsatz bemerkbar, der gegenüber dem Vorjahr leicht auf 343,5 Mio. Euro sank. Allerdings wurde nach einem Gewinn im Vorjahr von 13 Millionen Euro ein Ergebnis vor Zinsen, Steuern und Abschreibungen (EBITDA) von minus 8,2 Mio. Euro erwirtschaftet.
Im Frühjahr 2000 stieg Firmengründer Boersch aus dem Unternehmen aus, um „für Otto Beisheim zu arbeiten und neue Erfahrungen zu sammeln“, wie er gegenüber dem Manager Magazin sagte. Ihm folgten als Vorstände Peter Bohn (März 2000 bis Juli 2001) und Markus Solibieda (bis Anfang April 2002), dann kehrte Boersch in das Unternehmen zurück.

### Restrukturierung und Insolvenz
Als der Auswahlindex Nemax 50 im Sommer 2003 von der Deutschen Börse durch den TecDax ersetzt wurde, wechselte ACG als Handelsunternehmen nicht in das Hightech-Segment, sondern in den Nebenwerte-Index SDAX.
Ende 2003 veräußerte die Gesellschaft wesentliche Teile ihres Geschäftsbereichs ACG Identification Technologies an den schwedischen Konzern Assa Abloy. Beraten wurde der Verkäufer dabei von CMS Hasche Sigle. Im Zuge von Turnaround-Maßnahmen im ersten Quartal 2004 veräußerte ACG die Anteile an den Unternehmen Logos Smart Card und BluefishTechnologies. Zu dieser Zeit wurde das operative Geschäft der ACG-Gruppe von dem Unternehmen Azego Technology Services GmbH betrieben. Später im Jahr folgte die offizielle Umfirmierung der ACG AG in Azego AG.
Im letzten vollständig abgeschlossenen Geschäftsjahr 2006 wurde Umsatzerlöse in Höhe von 52,4 Mio. Euro erzielt; der Verlust belief sich dabei 8,9 Mio. Euro. Mitte Januar 2008 stellte der Vorstand des Unternehmens einen Insolvenzantrag und Anfang April desselben Jahres teilte der Insolvenzverwalter mit, dass der Geschäftsbetrieb und alle wesentlichen Vermögensgegenstände auf eine neue Gesellschaft übergehen.
Die durch einen Management-Buy-out entstandene gleichnamige Nachfolgegesellschaft ist mit Stand Januar 2022 in Theale ansässig, einem Dorf in Berkshire (Südengland) acht Kilometer südwestlich von Reading.